# یاسین کلاسنگیانی
یاسین کلاسنگیانی (زادهٔ ۳ فروردین ۱۳۷۱ در گرگان) بازیکن بسکتبال اهل ایران است که برای باشگاه بسکتبال شهرداری گرگان در لیگ برتر بسکتبال ایران بازی می کند.

## پیوندهای بیرونی
- یاسین کلاسنگیانی در اینستاگرام
- یاسین کلاسنگیانی در لیگ برتر بسکتبال ایران